# Яндекс.Музика
«Яндекс. Музика» — заборонений в Українісервіс компанії Яндекс, що дозволяє шукати та легально безкоштовно прослуховувати музичні композиції, альбоми та збірки музичних треків. Доступний відвідувачам з Росії, Білорусі та Казахстану. 2012 року він був нагороджений премією РОТОР як найкращий музичний сайт.
Сервіс співпрацює приблизно зі 100 правовласниками (станом на грудень 2013 року). На кінець вересня 2011 року, відповідно до звітів «Яндекса», музичні композиції були прослухані 1,3 млрд разів. За даними на грудень 2013 року, на «Яндекс. Музиці» доступно понад 13,5 мільйонів музичних треків. Дані про число треків є внизу сторінки сервісу і постійно оновлюються.
У жовтні 2013 року українська аудиторія сервісу становила понад 700 тисяч користувачів.
Серед конкурентів та схожих ресурсів відзначають функцію пошуку музики в Baidu, проєкт Google Music, музику Вконтакті, а також менш популярні проєкти на зразок Prostopleer.com.

## Функціональність сервісу
Сервіс «Яндекс. Музика» дає можливість користувачам:
- прослуховувати ліцензійну музику з використанням Adobe Flash-плеєра або HTML5 технологій (для мобільних пристроїв)
- шукати музику за допомогою простого пошуку або добре структурованого каталогу[7]
- вставляти треки в блоги та сторінки соціальних мереж[8][9]
- складати свої плей-листи[10][11];
- отримувати музичні рекомендації[10][12];
- відправляти статистику в Last.fm («скробблінг»)[13][14];
- імпортувати аудіозаписи зі своїх колекцій в соцмережі «ВКонтакті»[15]

Газета.Ru зазначає орієнтацію сервісу на зручність використання користувачем, простоту використання плеєра та зручність пошуку, хоча відзначає розрахованість, в першу чергу, на широку аудиторію та популярні треки:

«Яндекс. Музика» — сервіс, розрахований на широку аудиторію, отже знайти в ньому популярні треки набагато простіше, ніж записи «не для всіх». <...> меломани можуть відчути себе не дуже затишно, побачивши в «рекомендаціях» Леді Гагу або, наприклад, якись твір під назвою «Чумачечая весна».
— Де лежить музика: 5 найкращих музичних сайтів

## Історія сервісу

### Музика в результатах пошуку
На початку 2007 року, як повідомляла «Вебпланета», «Яндекс» почав вести переговори з правовласниками, пропонуючи поширення музики через Інтернет по рекламній моделі. Це підтвердив та Леонід Агроном, голова відділу цифрових продажів Sony BMG Russia, проте в той момент його думки про подібні моделі було стриманим: «Ринок легальних продажів музики в Інтернеті в Росії лише зародився після прийняття поправок до законодавства, і про його перспективи говорити достатньо складно, особливо про перспективи розвитку такої нетрадиційної моделі дистрибуції музики, яка була запропонована Яндексом.».
В кінці серпня 2009 року в результатах пошуку «Яндекса» з'явився музичний плеєр. Для прослуховування були доступні близько 100 тис. пісень. Було оголошено про співпрацю з EMI, Universal Music Group і Warner Music Group. Умови угоди включали, як гарантовані платежі на адресу правовласника, так і плату за прослуховування користувачем кожної пісні. У жовтні 2009 року стали доступні близько 10 тис. пісень російських виконавців, включаючи треки з каталогів «Першого музичного видавництва», «Моноліту», «Нікітіна» і «Мегалайнера».
Розвитком плеєра, за задумом керівників «Яндекса», мало стати безкоштовне скачування музики:

Для початку потрібно надати користувачам, які звикли скачувати музику безкоштовно з піратських сайтів (і в навантаження отримувати порнобанер та віруси), адекватну легальну альтернативу. З нашої точки зору, це повинна бути можливість не лише прослуховувати, а й скачувати музику з якістю, прийнятною для ознайомлювального прослуховування. Далі можна пропонувати користувачам музику за гроші в хорошій якості.
— Менеджер проєктів компанії «Яндекс» Денис Танаєв
Даний сервіс зустрів критику з боку окремих ресурсів та «гравців» музичного ринку. Наприклад, Соня Соколова, головний редактор інтернет-порталу «Звуки.ру», негативно відгукувалася як про перспективи монетизації ресурсу, так і про загальний вплив подібних ресурсів на індустрію розповсюдження музики:

Реальна монетизація таких ресурсів, як музичний пошук «Яндекса», викликає у мене поки що більше запитань, ніж відповідей. <… > Крім залучення до порталу додаткової аудиторії, ніяких інших способів монетизації подібних сервісів я не бачу. <… >… безкоштовне розповсюдження буде існувати як частина загальної стратегії розвитку музичного ринку, буде переслідувати інші завдання — наприклад, залучення нової аудиторії, бонуси, різноманітні маркетингові акції. А поки кожний раз, коли відкривається сервіс кшталт пошуку музики «Яндекса», на ринку з'являється чергова «чорна діра».
— «Пошук музики-це «чорна діра» для ринку»
Колишній CEO MySpace в Росії Олександр Туркот зацікавлено відгукувався про нову функцію пошуковика, але також не вірив у неї як на інструмент продажів легальної музики:

Як функція пошукача — це дуже цікаво, в цьому напрямку зараз рушили всі. Але як на інструмент продажів я в цей сервіс не дуже вірю. З ряду причин: немає консюмерської звички, незручно платити, обмежена аудіотека, активні профільні конкуренти. Але крок зроблено в абсолютно правильному напрямку. Це світовий тренд, і це запрацює з часом, я впевнений.
— «Найкращі перспективи для продажу музики-у спеціалізованих магазинів»
21 червня 2010 року, в день народження Віктора Цоя, «Яндекс» запустив музичний спецпроєкт https://web.archive.org/web/20100831165802/http://listen.yandex.ru/. На сайті можна було прослухати всі альбоми музиканта і його групи «Кіно».

### «Яндекс. Музика» як окремий сервіс
Шаблон:Thumbnail
Про запуск окремого сервісу «Яндекс. Музика» було оголошено у вересні 2010 року. На момент запуску до складу каталогу входило понад 58 тис. виконавців та близько 800 тис. композицій від різних правовласників, включаючи EMI, Sony Music, Universal Music Group, Warner Music Group. З появою «Яндекс. Музики» як окремого сервісу користувач отримав можливість шукати та прослуховувати цілі музичні альбоми. Однак, як зазначала Лента.ру, сервіс не дозволяв завантажувати треки або відтворювати одну й ту ж пісню (або плей-лист) кілька разів поспіль. «Вебпланета» віднесла до плюсів сервісу, який може сподобатися російськомовним користувачам Інтернету, «простоту використання та нарощування бази». Цього разу Соня Соколова позитивно відгукнулася про новий сервіс:

Запуск цього сервісу — дуже правильний крок для «Яндекс», оскільки дасть їм хороший приріст трафіку
— Соня Соколова, власник Звуки.ру
У грудні 2010 року, за даними TNS, місячна аудиторія сервісу становила 3,3 млн осіб.
У лютому 2011 року кількість треків досягло 1,7 млн від більш 140 тис. виконавців. В цей же час завершилися переговори московського проєкту «Tatlum» та «Яндекс. Музики», які Roem.ru наводить як приклад співпраці з незалежними музикантами. Згідно з інформацією в блозі проєкту, переговори тривали близько 4-х місяців, проте в коментарях до новини на Roem.ru помічається, що більша частина цього часу пішла на «біле» оформлення договорів.
У липні 2011 року з'явилася функціональність з вбудовування музичного плеєра в блоги та соціальні мережі — «Вбудувати в блог». Список сайтів, на які можна додавати віджет плеєра, обмежений; як мінімум туди входять LiveJournal, LiveInternet, Я.ру та Diary.ru, а також соціальні мережі Вконтакті, Twitter та Facebook. також з'явилася можливість купити трек в партнерських магазинах, першим з яких став Muz.ru. Кількість музичних треків в липні 2011 року перевищила 2 млн.
Про плани монетизації сервісу було розказано на початку вересня 2011 року. Для цього був розроблений мультимедійний банер, який займатиме третину сторінки (400x1200 пікселів) та зможе використовувати одночасно фото, відео, текст та вміст, розроблений за допомогою технології Adobe Flash. Під час тестування, в якому брали участь такі рекламодавці як Disney, BMW, Wrigley (торгова марка «Orbit»), Hewlett-Packard, «Білайн», CTR банера склав в середньому 1,45 % (максимум — 5,04 %), а впізнаваність брендів, згідно з дослідженням компанії Nielsen, підвищилася на 15 %. Згідно з оцінками Арсена Ревазова, голови правління IMHO VI, поточна аудиторія сервісу (3 млн осіб на місяць) може принести «Яндексу» понад 3 млн доларів, при тому, що потенційно аудиторія сервісу становить близько 20 млн осіб.
У вересні 2011 року «Яндекс» опублікував статистику використання сервісу. За перший рік роботи користувачі прослухали 1,3 млрд композицій (в середньому — 688 раз кожна), 82 % композицій були прослухані хоча б по одному разу. Самою популярним треком червня 2011 року була композиція «Loca People» Сака Ноеля, а протягом року — пісня «Курю» Олени Ваєнги.
У жовтні 2011 року російський музикант Дельфін (Андрій Лисіков) оголосив про завершення роботи над сьомим альбомом «Істота» та плани щодо його поширенню через сервіс «Яндекс. Музика». Перша частина альбому доступна на сайті з 18 жовтня, друга з'явилася 25 листопада, після чого альбом буде виданий на компакт-дисках.
У грудні 2011 року сервіс Яндекс. Музика брав участь у конкурсі РОТОР: в був номінований у категорії «Відкриття року», посів третє місце як мережевий сервіс року і отримав гран-прі у номінації «Музичний сайт року».
30 травня 2012 року Яндекс запускає мобільний додаток для свого сервісу. Додаток дозволяло користувачам, які оплатили підписку, кешувати пісні і слухати їх без підключення до інтернету.
У липні 2013 року Яндекс. Музика склали інтерактивну карту з найпопулярнішими у користувачів виконавцями за період з червня 2012 по червень 2013. Карта дозволяє не лише визначити розмір аудиторії кожного виконавця, а й простежити схожість аудиторій різних артистів. Всього карта показує тисячу найпопулярніших виконавців. У грудні 2013 року таку карту було складено для України.